# Drosophila fima (artgrupp)
Drosophila fima är en artgrupp inom släktet Drosophila och undersläktet Sophophora som består av artkomplexet Drosophila dyula och sju andra arter.

## Artkomplexetdyula
- Drosophila aloma
- Drosophila dimitra
- Drosophila dimitroides
- Drosophila dyula
- Drosophila inopinata
- Drosophila longicrinis
- Drosophila microralis
- Drosophila neomitra
- Drosophila petitae
- Drosophila pilacrinis
- Drosophila stenotrichala
- Drosophila sycophaga
- Drosophila sycophila
- Drosophila sycovora
- Drosophila trichala
- Drosophila tychaea

## Övriga arter
- Drosophila abron
- Drosophila abure
- Drosophila akai
- Drosophila alladian
- Drosophila fima
- Drosophila iroko
- Drosophila kulango